# 太平洋副棘鮃
太平洋副棘鮃為輻鰭魚綱鰈形目鰈亞目牙鮃科的其中一種，為温帶海水魚，分布於東太平洋區，從阿拉斯加白令海至墨西哥加利福尼亞灣海域，棲息深度0-549公尺，本魚尾鰭圓的，胸鰭相當大而尖，有眼睛的一邊暗褐色或黃褐色的有不規則斑點，背鰭、臀鰭、尾鰭與臀鰭黑色，沒有眼睛的一邊白色到白褐色，背鰭軟條86-102枚，臀鰭軟條67-81枚，體長可達41公分，棲息在沙底質底層水域，生活習性不明，可作為食用魚及遊釣魚。

## 扩展阅读
維基物種上的相關：太平洋副棘鮃